# Jogeshwari-Höhlen

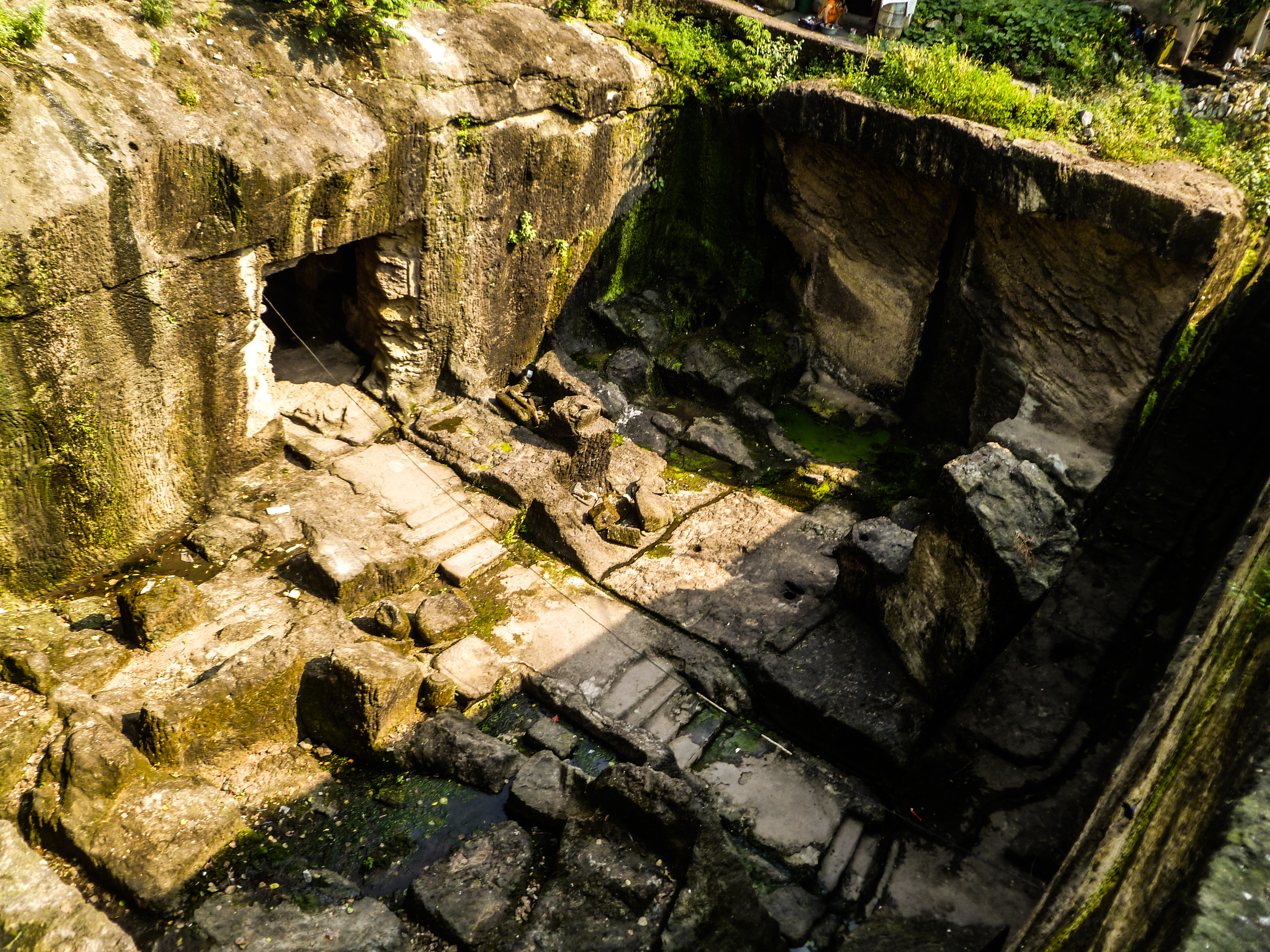
Unfertiger bzw. teilweise eingestürzter Hof in den Jogeshwari-Höhlen

Die hinduistischen Jogeshwari-Höhlen gehören zu den weitgehend unbekannten und entsprechend von ausländischen Touristen nur selten besuchten Höhlentempeln in der Umgebung von Mumbai (Indien).

## Toponym
Der Name Jogeshwari ist die weibliche Form von Jogeshwar und bezieht sich auf Shiva als den Herrn (ishvara) der Yogis. Jogeshwari (auch Yogesvari geschrieben) wird manchmal zum Kreis der ‚Mütter‘ (matrikas) gezählt.

## Lage
Die Jogeshwari-Höhlen befinden sich in den küstennahen Ausläufern der Westghats unweit der alten Handelswege zwischen dem Hochland des Dekkan und dem Küstenvorland bzw. den bereits in der Antike bekannten Hafenstädten etwa 30 km nordöstlich des heutigen Zentrums von Mumbai. Die Jogeshwari Railway Station im gleichnamigen Vorort ist mit Pendlerzügen gut zu erreichen; die restliche Distanz von etwa einem 1 km in nordöstlicher Richtung kann zu Fuß oder mit einer Motorrikschas zurückgelegt werden. Die benachbarten Mahakali-Höhlen befinden sich nur etwa 3 km (Fahrtstrecke) südöstlich bei Andheri.

## Datierung
Inschriften sind in den Höhlen nicht vorhanden bzw. erhalten. Aus stilistischen Vergleichen mit anderen Höhlen bei Mumbai – darunter auch Elephanta – wird der Komplex zumeist in die 2. Hälfte des 8. Jahrhunderts datiert; auch frühere Datierungen sind manchmal zu finden.

## Höhlen

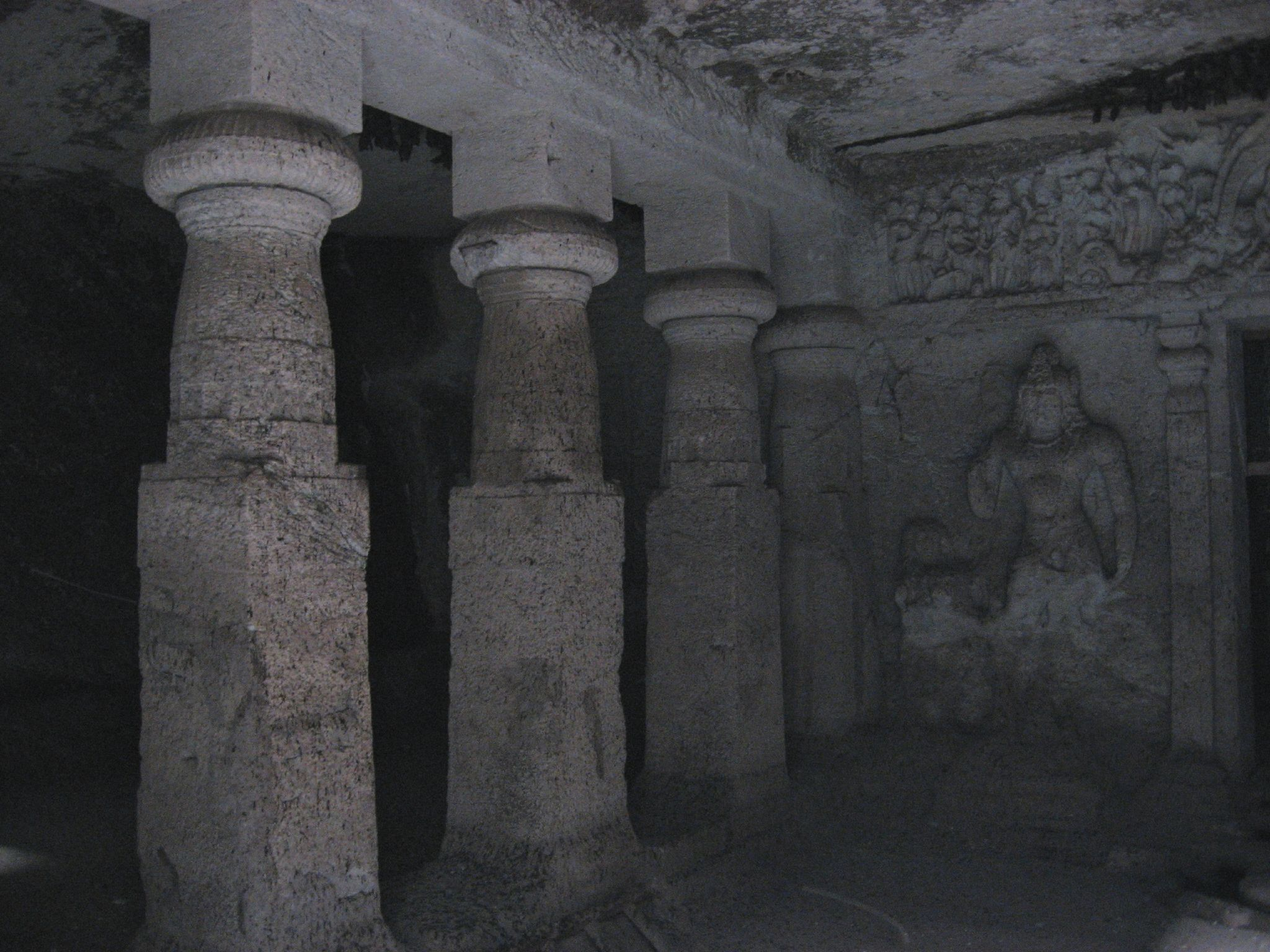
Große Halle des Jogeshwari-Tempels

Der Zugang zu den Höhlen führt durch eine etwa 2 m breite und 15 m lange in den Fels gehauene Passage, an deren Ende eine Treppe zu zwei Felskammern hinabführt. Die rechte beherbergt möglicherweise eine kaum mehr identifizierbare sitzende Shiva-Figur mit einer Wächter- oder Stifterfigur an seiner Seite; die linke Kammer ist noch schlechter erhalten und könnte die Figur eines tanzenden Shiva (nataraja) gezeigt haben. Im weiteren Verlauf öffnet sich ein Hof mit einer imposanten Pfeilerreihe, auf deren gegenüberliegender Seite sich einer der flächenmäßig größten hinduistischen Felstempel Indiens befindet, dessen Annexbau durch zwei auf die ‚Cella‘ (garbhagriha) zuführende Pfeiler- oder Säulenreihen mit amalaka-Kapitellen unterteilt wird: In der Cella befindet sich das – kaum mehr erkennbare und wahrscheinlich später aufgestellte – Kultbild der Jogeshwari. Die Reliefs in der Außenwand der Cella scheinen jedenfalls deutlich älter zu sein – sie sind stilistisch verwandt mit denen von Elephanta.